# Doumely-Bégny
Doumely-Bégny – miejscowość i gmina we Francji, w regionie Grand Est, w departamencie Ardeny.
Według danych na rok 1990 gminę zamieszkiwało 77 osób, a gęstość zaludnienia wynosiła 10 osób/km².

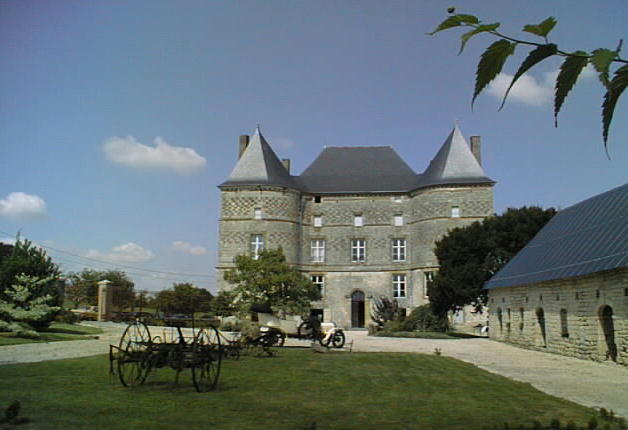
Zamek w Doumely, 1997